# Bavanahalli, Malur
Bavanahalli là một làng thuộc tehsil Malur, huyện Kolar, bang Karnataka, Ấn Độ.